# Alcis hemiphanes
Alcis hemiphanes là một loài bướm đêm trong họ Geometridae.